# Бірки (Чугуївський район)
Бі́рки — село в Україні, у Зміївській міській громаді Чугуївського району Харківської області. Населення становить 2936 осіб. До 2020 року орган місцевого самоврядування — Бірківська сільська рада.

## Географія
Село Бірки розташоване між річками Джгун (3,5 км, правий берег) та Мжа (5 км, правий берег). До села примикають села Залізничні Бірки, Гужвинське, Федорівка, Кирюхи. Через село проходить залізниця, станція Бірки, та автошлях територіального значення Т 2107. У селі знаходяться декілька невеликих лісових масивів, у тому числі урочища Стара Пасіка, Прокопія (дуб).

## Історія
Село засноване у 1659 році.
За даними на 1864 рік у казенному селі Зміївського повіту мешкала 1321 особа (671 чоловічої статі та 650 — жіночої), налічувалось 196 дворових господарств, існувала православна церква.

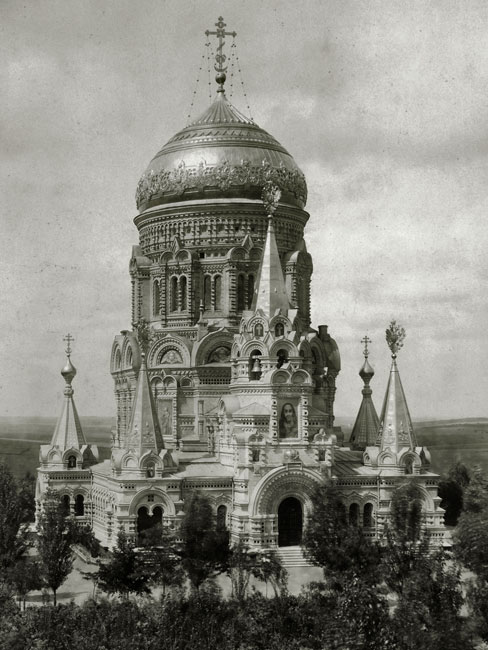
Втрачений Храм Христа Спасителя в Бірках

У 1869 році відкрита залізнична станція Бірки на лінії Харків — Лозова —Севастополь.
Станом на 1885 рік у колишній власницькій слободі, центрі Бірчанської волості, мешкало 1628 осіб, налічувалось 273 дворових господарства, існували православна церква, школа, 3 лавки.

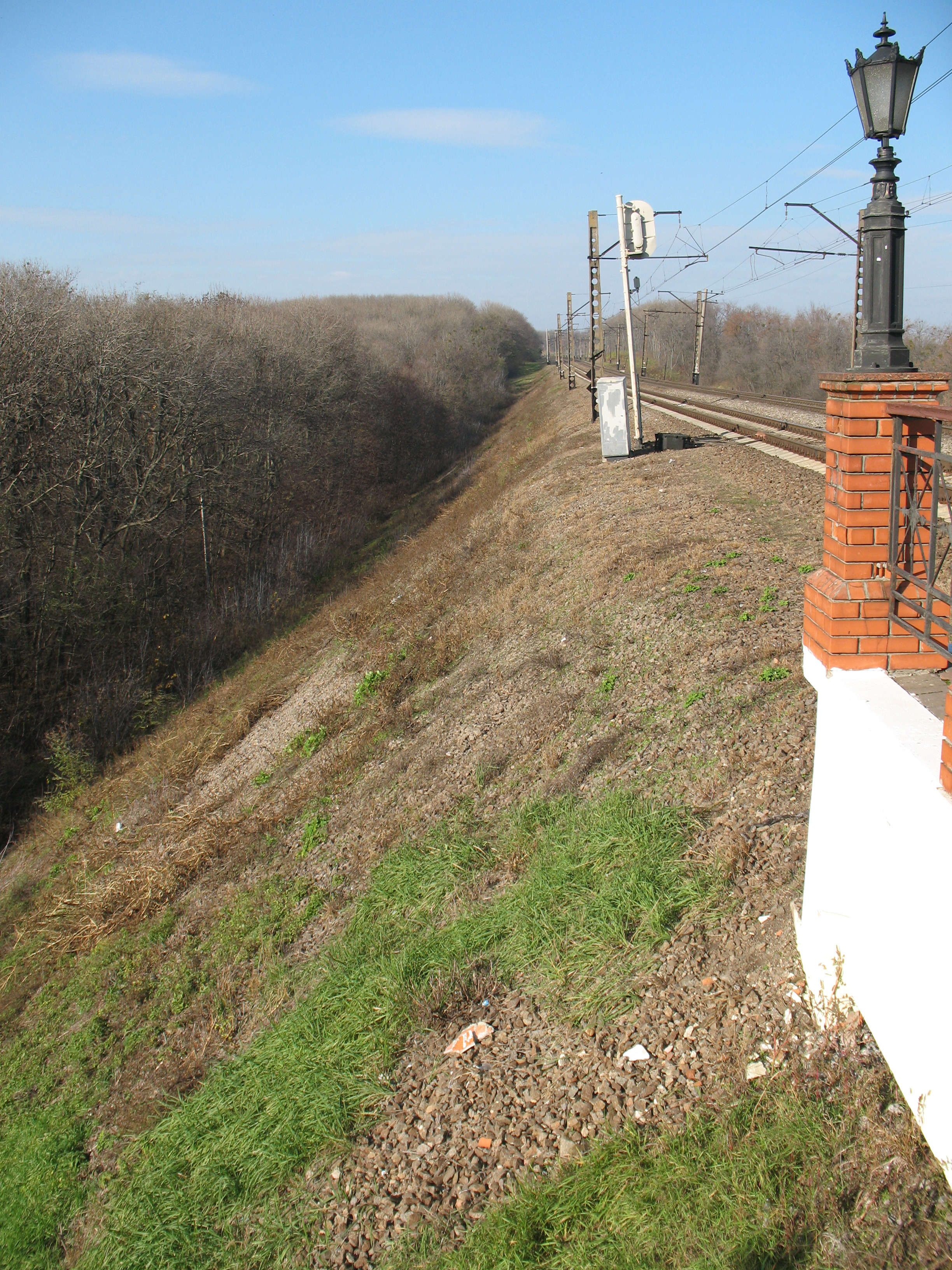
Місце залізничної аварії під Бірками

17 (29 жовтня) 1888 сталася аварія імператорського поїзда російського імператора Олександра III з родиною. Цар уцілів. З цієї нагоди збудовано Храм Христа Спасителя в Бірках.
За переписом 1897 року кількість мешканців зросла до 1867 осіб (933 чоловічої статі та 934 — жіночої), з яких 1867 — православної віри.
Станом на 1914 кількість мешканців слободи зросла до 2791 особи.
З 24 серпня 1991 року Бірки у складі Незалежної України.
12 червня 2020 року розпорядження Кабінету Міністрів України № 725-р «Про визначення адміністративних центрів та затвердження територій територіальних громад Харківської області» Бірківська сільська рада об'єднана з Зміївською міською громадою.
19 липня 2020 року, в результаті адміністративно-територіальної реформи та ліквідації Зміївського району, село увійшло до складу Чугуївського району.

## Населення
Згідно з переписом УРСР 1989 року чисельність наявного населення села становила 3077 осіб, з яких 1440 чоловіків та 1637 жінок.

### Мова
Розподіл населення за рідною мовою за даними :
| Мова            | Кількість | Відсоток |
| --------------- | --------- | -------- |
| українська      | 2491      | 84.84%   |
| російська       | 431       | 14.68%   |
| білоруська      | 8         | 0.27%    |
| інші/не вказали | 6         | 0.21%    |
| Усього          | 2936      | 100%     |

## Економіка
- Велика птахо-товарна ферма, машинно-тракторні майстерні.
- Державна дослідна станція птахівництва НААН (раніше — Інститут птахівництва УААН)[8]
- Племінне господарство «Бірки» «Інститут птахівництва УААН».
- «Гріг Лтд», ВКФ, ТОВ.
- «Агроімпекс», ПФ.

## Об'єкти соціальної сфери
- Заклад дошкільної освіти.
- Середня загальноосвітня школа.
- Клуб.
- Стадіон
- Лікувально-діагностичний центр «Лорітом».

## Відомі особи
- Зерній Євген Анатолійович — сержант Збройних сил України, загинув у боях за Дебальцеве.
- Шейко Любов Яківна — депутат Верховної Ради УРСР IX—X скликань.